# Landwirtschaftsbetriebe des KZ Auschwitz

Lage der Landwirtschaftsbetriebe im Interessengebiet des KZ Auschwitz

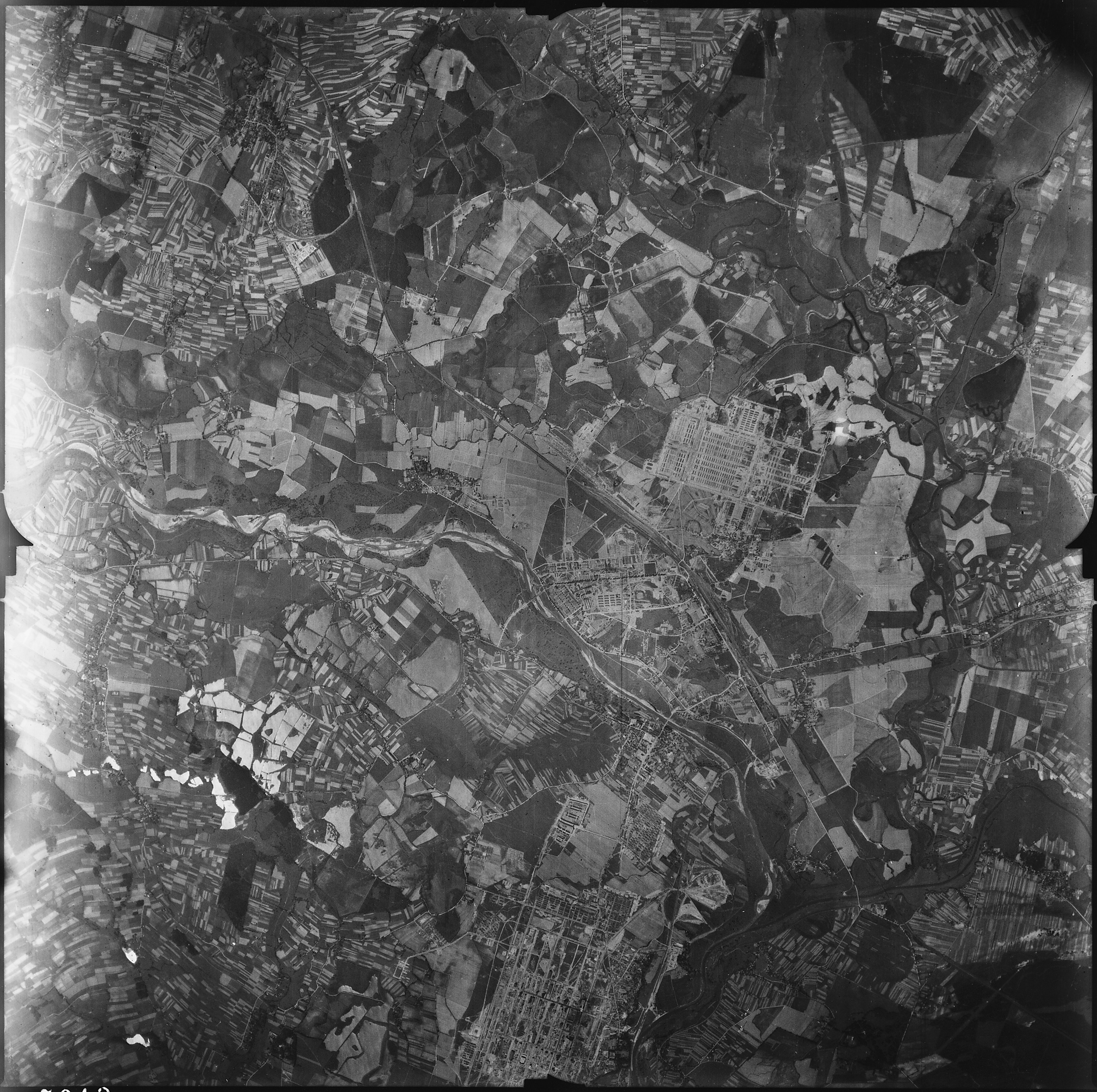
Luftaufnahme eines Teils des SS-Interessengebietes durch die South African Air Force vom 31. Mai 1944

Die Landwirtschaftsbetriebe des KZ Auschwitz bestanden von Dezember 1941 bis zur kriegsbedingten Räumung des Lagerkomplexes im Januar 1945 während des Zweiten Weltkrieges im deutsch besetzten Polen. Sie befanden sich im Interessengebiet des KZ Auschwitz, das in seiner größten Ausdehnung 40 Quadratkilometer umfasste. Die Einrichtung dieser Landwirtschaftsbetriebe wurde von Reichsführer-SS Heinrich Himmler angeordnet, um ein Musterbeispiel für die landwirtschaftliche Nutzung zukünftig durch das nationalsozialistische Deutsche Reich okkupierter Ostgebiete zu schaffen. Nach der Vertreibung der ortsansässigen polnischen Bevölkerung entstanden insgesamt sechs Landwirtschaftsbetriebe unter der Leitung von SS-Führer Joachim Caesar mit angeschlossenen Nebenlagern. Tausende weibliche und männliche KZ-Häftlinge mussten in diesen landwirtschaftlichen Produktions- und Zuchtbetrieben unter insgesamt menschenverachtenden und todbringenden Bedingungen Zwangsarbeit verrichten. Die meisten dort eingesetzten Häftlinge wurden täglich in Arbeitskommandos aus dem KZ Auschwitz I (Stammlager) und dem Vernichtungslager Auschwitz-Birkenau zum Einsatz in der Landwirtschaft geführt, ein kleiner Teil war in den Nebenlagern der Landwirtschaftsbetriebe untergebracht. Die Arbeits- und Existenzbedingungen variierten je nach Tätigkeit, Kommandozugehörigkeit sowie Unterbringung und basierten auf Vernichtung durch Arbeit.

## Beginn der Landwirtschaft beim KZ Auschwitz
Bald nach der Einrichtung des Stammlagers des KZ Auschwitz wurde von Mitte Juni 1940 bis zum Frühjahr 1941 die ortsansässige polnische Bevölkerung bis auf wenige Ausnahmen aus der Umgebung des Lagers durch die deutschen Besatzer vertrieben. Bereits im Juli 1940 deklarierte der örtlich zuständige Höhere SS- und Polizeiführer Erich von dem Bach-Zelewski im Zuge dieser „Aussiedlungsaktionen“ in einem Umkreis von fünf Kilometern rund um das Lager ein Sperrgebiet, das schließlich zum Interessengebiet des KZ Auschwitz wurde. Zunächst waren sicherheitspolitische Aspekte für die Vertreibungsaktion maßgeblich, um Häftlingsfluchten sowie Fluchthilfe durch die einheimische Bevölkerung zu verhindern und um den Lagerbereich vor der polnischen Bevölkerung abzuschotten. Zunehmend spielten in diesem Zusammenhang jedoch auch ökonomische Erwägungen eine Rolle, da die SS das lagerumgebende Gebiet landwirtschaftlich nutzen wollte.
Schon ab Sommer 1940 leitete die Lager-SS die Übernahme der zwangsweise zurückgelassenen Besitztümer vertriebener polnischer Landwirte ein. Die Bewirtschaftung der verlassenen Höfe, die Nutzung brachliegender landwirtschaftlicher Nutzflächen und die Versorgung des Viehbestandes mussten mobile Häftlingskommandos im Rahmen von Zwangsarbeit leisten. Eine geplante und umfassende Nutzung des lagerumgebenden Gebiets für landwirtschaftliche Zwecke setzte im Frühjahr 1941 nach einer Lagervisite des Reichsführer-SS Heinrich Himmler ein.

## Planung und Bau der Landwirtschaftsbetriebe
Der Lagerkommandant Rudolf Höß legte nach dem Ende des Zweiten Weltkrieges in polnischer Haft eine schriftliche Aufzeichnung über den Reichsführer-SS Heinrich Himmler nieder, der nach dem Ersten Weltkrieg ein landwirtschaftliches Studium absolviert hatte. In diesem Zusammenhang schilderte Höß folgende Begebenheit während eines mündlichen Vortrages bei Himmler im November 1940 bezüglich der Aufbauschwierigkeiten des KZ Auschwitz:

„Sein Interesse wurde erst rege, als ich über das Gesamtgebiet sprach und an Hand von Karten erläuterte. Er war sofort ganz anders. Lebendig ging er gleich ans planen und gab eine Weisung nach der anderen oder notierte, was alles auf diesen Ländereien entstehen sollte: Auschwitz wird die landwirtschaftliche Versuchsstation für den Osten. Dort sind Möglichkeiten, wie wir sie bisher in Deutschland nicht hatten. Arbeitskräfte sind genug vorhanden. Jeder nur notwendige landwirtschaftliche Versuch muß dort durchgeführt werden. Große Laboratorien und Pflanzenzuchtabteilungen müssen entstehen. Viehzucht aller Arten und Rassen, die von Bedeutung sind. […] Die Teichwirtschaften anstauen und Ländereien trockenlegen, den Weichseldamm bauen, da gibt’s Schwierigkeiten, gegen die die zuerst geschilderten Mißstände im Lager ein Dreck sind. In nächster Zeit wolle er sich in Auschwitz selbst alles einmal ansehen.“

Während einer Inspizierung des KZ Auschwitz am 1. März 1941 bekräftigte Himmler sein Vorhaben, auf den das Konzentrationslager umgebenden Flächen landwirtschaftliche Großbetriebe zu errichten, um ein Musterbeispiel für die landwirtschaftliche Nutzung zukünftig durch das nationalsozialistische Deutsche Reich okkupierter Ostgebiete zu schaffen. Angehörige der in Kattowitz befindlichen Zweigstelle des Reichskommissars zur Festigung deutschen Volkstums planten im Zuge der nationalsozialistischen Germanisierungspolitik im Interessengebiet eine deutsche Siedlungslandschaft. Im März/April des Jahres 1941 wurden die Einwohner der Dörfer Pławy (deutsch Plawy), Babice (deutsch Babitz), Broszkowice (deutsch Broschkowitz), Brzezinka (deutsch Birkenau), Budy (Vorwerk von Brzeszcze), Harmęże (deutsch Harmense) und Rajsko (deutsch Raisko) vertrieben. Die polnischen Einwohner wurden ins so genannte Generalgouvernement verbracht oder mussten nach Oświęcim (deutsch Auschwitz) zu Verwandten beziehungsweise dort in Häuser ziehen, deren ehemalige jüdische Bewohner Opfer der NS-Judenverfolgung wurden. Häftlingskommandos mussten danach zur Erschließung des Geländes in Schwerstarbeit den Großteil der Gebäude in der Umgebung des Konzentrationslagers abbrechen, um für den Lagerausbau Baumaterial zu gewinnen, sowie das sumpfige Gelände entwässern und Straßen anlegen. In der Folge mussten aus Häftlingen bestehende Baukommandos eine Geflügelfarm in Plawy, einen Gartenbaubetrieb in Raisko sowie Wirtschaftshöfe in Budy, Babitz, Birkenau und Harmense aufbauen. Später entstanden bei den Landwirtschaftsbetrieben noch Nebenlager.
Während der Aufbauphase der landwirtschaftlichen Großbetriebe kam es mehrfach zu Treffen von Höß mit Vertretern der lokalen Zivilverwaltung, dabei ging es um konkurrierende Vorstellungen über die Flächennutzung im SS-Interessengebiet und dessen Grenzen. Zwei seitens der Zivilverwaltung geplante Wehrbauernhöfe für Beschäftigte der I.G. Farben in Auschwitz-Monowitz (Zweigstelle des neuen Buna-Werks) sollten nicht realisiert werden, wie Höß bei einem erneuten Treffen im Herbst 1941 erläuterte: Stattdessen sollten auf Weisung Himmlers Großgüter bei Babitz und Harmense entstehen und darüber hinaus sei „im Süden des jetzigen KZ-Lager-Bereichs und in Erweiterung dieses Bereichs im Gebiet von Raisko“ auch „die Schaffung von vier Bauernhöfen von je etwa 300 Morgen als Musterhöfe vorgesehen“.
Im Zuge des sich ständig erweiternden Lagerkomplexes Auschwitz lag die Planung landwirtschaftlicher Bauvorhaben bei der Abteilung Landwirtschaft, die Zentralbauleitung der Waffen-SS und Polizei Auschwitz war jedoch auf dieser Grundlage für entsprechende Entwürfe und deren Ausführung verantwortlich. Am 17. Juli 1942 kam Himmler in Begleitung des Chefs der SS-Bauleitung im SS-Wirtschafts- und Verwaltungshauptamt (SS-WVHA) Hans Kammler und des Gauleiters von Oberschlesien Fritz Bracht ein zweites Mal nach Auschwitz, um den Lagerkomplex zu inspizieren. Zunächst gab Lagerkommandant Höß den Besuchern mittels Kartenmaterial Auskunft über die Struktur und den Zustand des Lagerkomplexes. Anschließend referierte Kammler in der Zentralbauleitung mittels Plänen und Modellen über geplante und bereits begonnene Bauvorhaben im Interessengebiet. Die Besuchergruppe verschaffte sich im gesamten Interessengebiet einen Überblick, eingeschlossen die Landwirtschaftsbetriebe und die entsprechenden Infrastrukturarbeiten. Während seiner Inspektion wohnte Himmler auch der Vergasung holländischer Juden im Vernichtungslager Auschwitz-Birkenau bei. Im November 1942 konferierten Kammler und die Abteilung Landwirtschaft bei der Zentralbauleitung in Auschwitz über den Ausbau der Landwirtschaftsbetriebe. Kammler setzte in dem Zusammenhang den „Häftlingseinsatz“ in Bezug zum „Fortschritt der Arbeit“. Als Resultat dieser Beratung wurden Bauvorhaben wie die Errichtung eines „Melk- und Schutzschuppens“ und eines „Fohlenhofs“ beschlossen. Zudem wurde der als zu kostenintensiv eingestufte Bau eines geplanten Entenhauses verworfen. Der Angehörige der Zentralbauleitung Dietrich Kamann hielt den Fortschritt der Bauarbeiten im KZ Auschwitz fotografisch fest, darunter auch den Aufbau der Landwirtschaftsbetriebe. Diese Fotografien sind im überlieferten Album der Zentralbauleitung enthalten.

## Organisationsstruktur der landwirtschaftlichen Betriebe
Schon 1940 wurden SS-Männer zum KZ Auschwitz versetzt, die dort eine landwirtschaftliche Abteilung aufbauten, organisierten und die in der Landwirtschaft eingesetzten Häftlinge beaufsichtigten. Dieser ständig mit weiterem Personal vergrößerten landwirtschaftlichen Abteilung gehörten 1941 bereits 20 Angehörige der Lager-SS an. Von Beginn an wurde diese Abteilung von Reinhard Thomsen geleitet. Als Abteilung V6 – Landwirtschaft unterstand sie der Abteilung IV (Verwaltung) des Konzentrationslagers, die später als Standortverwaltung bezeichnet wurde.
Unmittelbar nach der Bildung des SS-Wirtschafts- und Verwaltungshauptamtes (SS-WVHA) wurde im Frühjahr 1942 die Abteilung Landwirtschaft aus der Lagerverwaltung des KZ Auschwitz ausgegliedert. Sie wurde dem neugeschaffenen Amt WV – Land-, Forst- und Fischwirtschaft der Amtsgruppe W (Wirtschaftliche Unternehmungen) des WVHA direkt unterstellt und war damit nicht mehr der Amtsgruppe D (Konzentrationslagerwesen) zugeordnet. Als Beauftragter für landwirtschaftliche Sonderaufgaben des SS-WVHA wurde Joachim Caesar am 12. März 1942 zum Leiter des Landwirtschaftsbetriebe im KZ Auschwitz ernannt und bekleidete diese Funktion vor Ort bis zur Lagerräumung im Januar 1945. Dienstlich unterstand Caesar zwar dem Lagerkommandanten des KZ Auschwitz als Standortältesten und Leiter der Wirtschaftsbetriebe im Interessengebiet des KZ Auschwitz, faktisch jedoch dem Leiter der Amtsgruppe WV im SS-WVHA Heinrich Vogel.
Der polnische Historiker Aleksander Lasik merkt an, dass der strukturelle Aufbau der Landwirtschaftsbetriebe wegen fehlender Quellen nicht hinreichend bekannt ist. Gesichert ist, dass es eine eigenständige Verwaltung der Landwirtschaftsbetriebe vor Ort gab. Neben einer Schriftgutverwaltung und Zahlungsstelle gab es zusätzlich eine Statistik-, Versorgungs- sowie Technikabteilung. Folgende Bereiche waren jeweils einem Angehörigen der Landwirtschaftsabteilung zugeordnet: „Getreideanbau, Schmetterlingsblütler und Hackfrüchte, Versuchsanbau der kautschukhaltigen Pflanze Kok-Saghys, Gartenanbau und Obstanbau, Rinderzucht, Schweinezucht, Pelztierzucht (Angorakaninchen und Nutria), Geflügelzucht, Pferdezucht (es bestand ein Gestüt) und Fischwirtschaft“. Zudem gab es das Amt eines Gutsvorstehers und seines Stellvertreters sowie später mit Alfred Pflaum einen Bevollmächtigten für die Schädlingsbekämpfung. Die tierärztliche Versorgung im Interessengebiet des KZ Auschwitz übernahm der Standortveterinär.
Von der Abteilung Arbeitseinsatz des KZ Auschwitz wurden für die Landwirtschaftsbetriebe Angehörige der Lager-SS als Kommandoführer für die dort eingesetzten Häftlingskommandos abgestellt. Der Aufgabenbereich der Kommandoführer wurde jedoch von der landwirtschaftlichen Leitung festgelegt. Die Bewachung der im Rahmen der Landwirtschaft eingesetzten Häftlinge oblag zeitweise der 5. Wachkompanie des KZ Auschwitz, daher wurde diese auch Landwirtschaftskompanie genannt.

## Landwirtschaftsbetriebe
Das Interessengebiet des KZ Auschwitz war für die Einrichtung der von Himmler betriebenen „landwirtschaftlichen Versuchsstation für den Osten“, die Vorbild für eine zukünftige landwirtschaftliche Nutzung okkupierter Ostgebiete durch deutsche Siedler sein sollte, in mehrfacher Hinsicht für eine Bewirtschaftung geeignet: Zum einen wurde das Gebiet bereits vor der deutschen Besetzung landwirtschaftlich genutzt und zum anderen verfügte es aufgrund seiner Größe über ausreichend Flächen. Des Weiteren war dieses Areal „schließlich aufgrund der dortigen Bodenverhältnisse und klimatischen Bedingungen sowie der ungünstigen hydrographischen Verhältnisse ein Gebiet, das als Versuchsfeld für die Bewirtschaftung von ökologisch schwach entwickelten Regionen dienen konnte“. Auch die Möglichkeit der rücksichtslosen Ausbeutung der Arbeitskraft tausender Häftlinge spielte in diesem Zusammenhang eine maßgebliche Rolle. Aufgrund fehlenden landwirtschaftlichen Geräts und der wenig nährstoffreichen Böden war die Versorgung des Lagerkomplexes mit landwirtschaftlichen Gütern nicht ausreichend möglich. Zudem wurden Ernteerträge und Vieh nicht nur an die Lagerküchen, sondern teils sowohl an die Wehrmacht oder an Großhändler ausgeliefert, als auch auf ortsnahen Märkten verkauft. Auch eine über den Lagerbedarf hinausgehende Produktion hätte an den unzureichenden Ernährungsbedingungen der Häftlinge nichts geändert: „Denn die Tätigkeit der Landwirtschaftsbetriebe durfte nicht in Widerspruch zu einem der fundamentalen Zwecke der Konzentrationslager geraten: der indirekten Vernichtung der Häftlinge“.

### Gartenbaubetrieb Rajsko
Die seit 1940 bestehende Lagergärtnerei wurde 1941 nach Rajsko verlegt und war erster Landwirtschaftsbetrieb vor Ort. Neben Gemüse- wurde in dem Gartenbaubetrieb Nutz- und Zierpflanzenanbau betrieben. Es bestand auch eine Obstbaumzucht. Für die Pflanzenzucht wurden mehrere Treibhäuser errichtet und botanische Begleitforschung betrieben. Des Weiteren wurden in Rajsko auch Schweine gemästet und für Tierversuche Nagetiere sowie zur Wollproduktion Angorakaninchen gehalten.
Im Gartenbaubetrieb Rajsko kam dem aus weiblichen Häftlingen bestehenden Pflanzenzuchtkommando besondere Bedeutung zu. In der dortigen Pflanzenzuchtstation wurde insbesondere an der für die deutsche Kriegswirtschaft bedeutsame Erforschung von Kok-Saghys zur Gewinnung von Naturkautschuk gearbeitet, die ab 1942 in Raisko betrieben wurde. Neben dem Anbau des Russischen Löwenzahns auf Versuchsfeldern und Treibhäusern mussten Biologinnen und Chemikerinnen unter den Häftlingen begleitend Forschung in Laboratorien betreiben und auch russische Forschungsliteratur ins Deutsche übersetzen. Auch deutsche und kollaborierende russische Agrarwissenschaftler waren auf der Pflanzenzuchtstation beschäftigt. Beaufsichtigt wurden die Forschungsarbeiten von SS-Führern, die zumeist im Zivilberuf Agrarwissenschaftler waren. Im Bereich Pflanzenzucht war auch der spätere Holocaustleugner Thies Christophersen eingesetzt. Bereits unter dem SS-Fach- und Sturmbannführer Richard Böhme wurden am Kaiser-Wilhelm-Institut für Züchtungsforschung in Müncheberg Forschungen an Kok-Saghys vorgenommen, die ab April 1944 ausschließlich in Rajsko fortgeführt wurden. Vorgesetzter der in Rajsko stationierten SS-Fachführer war Caesar. Die Pflanzenzuchtstation wurde aufgrund des Interesses am Forschungsgegenstand Ort wissenschaftlicher Tagungen.

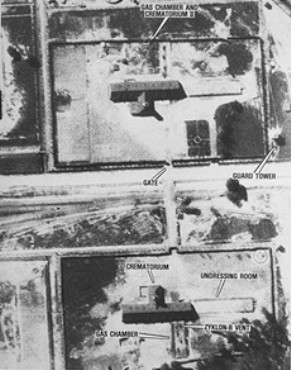
Garten im Barock-Stil im KZ Auschwitz-Birkenau (obere Bildhälfte, rechts vom Tor des umzäunten Bereiches); Luftbild der SAAF vom 25. August 1944

Das Gärtnereikommando war auch für die Pflege der Grünanlagen im Lagerbereich zuständig, unter anderem für die als Sichtschutz gepflanzten Hecken bei den Gaskammern und Krematorien des Vernichtungslagers Auschwitz-Birkenau. Auf einer Luftaufnahme der US-amerikanischen Luftwaffe vom 25. August 1944 ist ein im Barock-Stil angelegter Garten im Hof des Krematoriums II zu sehen. Es ist bekannt, dass dieser von einem weiblichen Häftling des Kommandos angelegt wurde. Männliche Häftlinge mussten insbesondere Bau- und Transportarbeiten verrichten.
1942 waren im Pflanzenzucht- und Gärtnereikommando etwa 300 weibliche und 150 männliche Häftlinge eingesetzt, die vor allem aus Polen, Frankreich, der Tschechoslowakei und der Ukraine stammten. Diese Anzahl stieg bis zum März 1944 auf 435 weibliche und 246 männliche Häftlinge an.

### Geflügel- und Fischzuchtbetrieb Harmense
Ab 1941 wurde in Harmense ein Geflügel- und Fischzuchtbetrieb eingerichtet, wo hauptsächlich weibliche Häftlinge eingesetzt waren. Es bestanden die Häftlingskommandos Geflügelzucht, Fischerei, Kaninchenzucht und das Wirtschaftskommando. Im Geflügel- und Fischzuchtbetrieb Harmense wurde eine Zuchtstatistik geführt.
Im Rahmen der Geflügelzucht mussten weibliche Häftlinge durchschnittlich 2000 Hühner, 1000 Enten sowie hunderte Gänse und Puten versorgen. Zigtausend Hühnerküken wurden in einer Brutstation jährlich gezogen. Neben der Versorgung der Tiere mussten die in der Geflügelzucht eingesetzten Häftlinge insbesondere auch die Ställe säubern sowie das Geflügel rupfen und schlachten. Infolge einer in Auschwitz grassierenden Geflügelpest wurde Harmense 1943 zum Sperrbezirk.
In den Harmense umgebenden Teichen mit einer Fläche von 380 ha wurde ab 1941 mit der Fischzucht begonnen, in der Häftlinge Arbeiten im Rahmen der Teichwirtschaft verrichten mussten. Dazu gehörten Teichsäuberungen, Bau und Ausbesserung von Dämmen, die Aufzucht der Fischbrut, Fütterung und Fischerei. Die Asche von KZ-Opfern aus den Krematorien wurde zur Glättung der Teichböden und zum Dammbau genutzt. Begleitforschungen zur Fischzucht wurden unter der Leitung des dienstverpflichteten ehemaligen KZ-Häftlings und Fischereiwissenschaftlers Diethelm Scheer in einem Labor vor Ort durchgeführt.
Ab Dezember 1941 wurde in Harmense auch Kaninchenzucht betrieben. Bis zu 3000 Angorakaninchen wurden zur Wollproduktion gehalten, die weiblichen Häftlinge mussten die Tiere scheren, die Ställe säubern und die Wolle sortieren. Ab Ende 1943 bestand in Harmense auch eine Zucht von Sumpfbibern, Fasanen, Rebhühnern und Doggen.
Im Wirtschaftskommando waren männliche Häftlinge als Handwerker im Gebäudeausbau und in der Wartung eingesetzt. Des Weiteren pendelte dieses Kommando regelhaft mit Pferden von Harmense ins Stammlager zur Beschaffung von Nahrung, Kleidung und Baumaterial für den Geflügel- und Fischzuchtbetrieb.
Die Zahl der im Geflügel- und Fischzuchtbetrieb Harmense eingesetzten Häftlinge stieg stetig an. Im März 1944 waren dort 108 männliche und 445 weibliche Häftlinge eingesetzt.

### Wirtschaftshöfe Babitz, Budy, Birkenau und Plawy

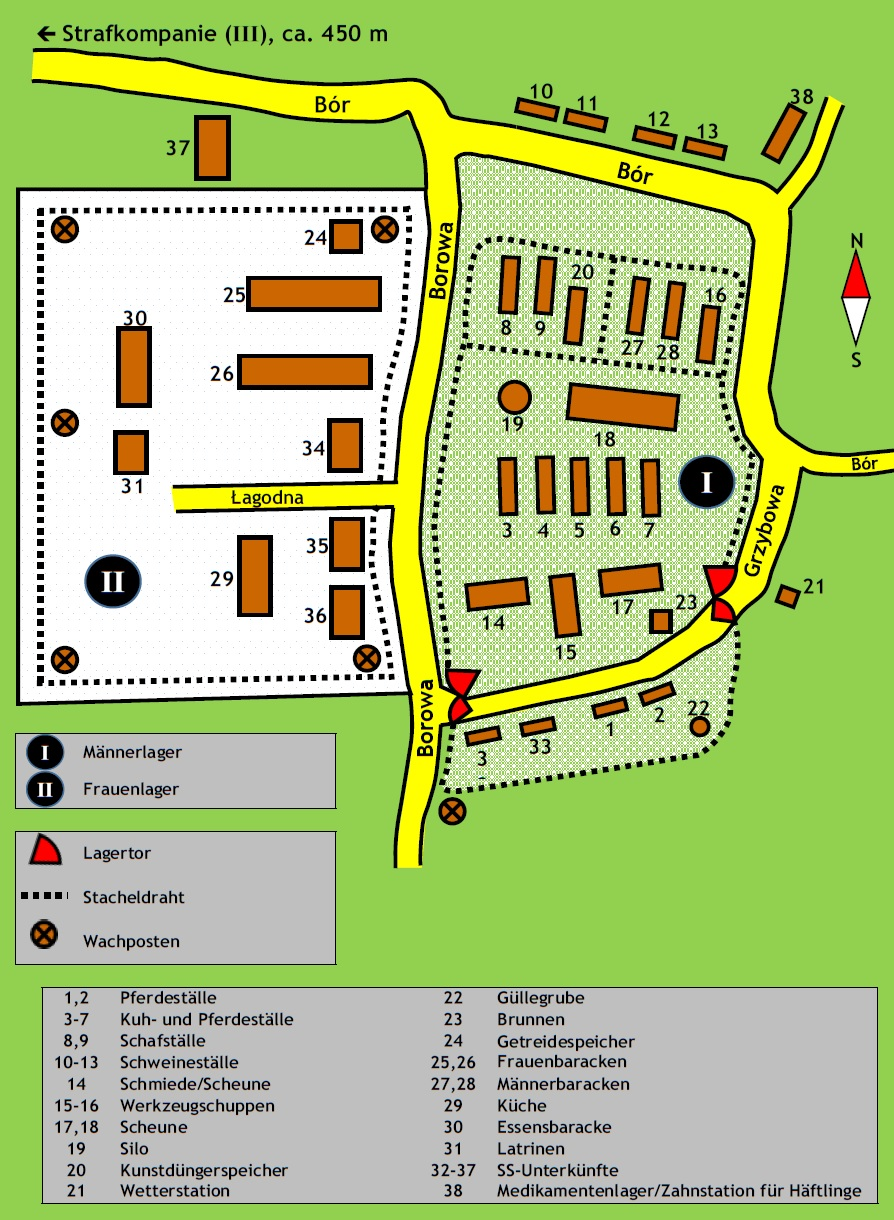
Skizze des Wirtschaftshofes Budy ab Mitte 1944

Die Wirtschaftshöfe Babitz, Budy, Birkenau und Plawy waren landwirtschaftliche Produktions- und Zuchtbetriebe. Neben dem Anbau und der Ernte von Nutzpflanzen (Kartoffeln, Futterrüben, Getreide, Kohl und Raps) waren die Häftlinge dort auch für die Züchtung und Versorgung von Nutztieren (Rinder, Schweine, Pferde, Gänse, Kaninchen und Schafe) zuständig.
Auf dem mit Stacheldraht umzäunten und mit vier Wachtürmen umgebenen Wirtschaftshof Babitz wurden vier Frauenkommandos eingesetzt; jeweils eines in der Rinderzucht und Milchwirtschaft (zusammen 40 Ukrainerinnen) sowie zwei bei der Feldarbeit (zwischen 50 und 150 Polinnen und Ukrainerinnen). Die in den Feldkommandos arbeitenden Frauen mussten ab Frühjahr 1944 selbst den Pflug ziehen, nachdem die Zugpferde für die Wehrmacht beschlagnahmt worden waren. Zwei aus männlichen Häftlingen bestehende Kommandos mussten Pferdezucht sowie Ackerbau betreiben. In Babitz betrieb das im Lagerkomplex mit einer Bäckerei, Fleischerei und Molkerei vertretene SS-Unternehmen Deutsche Lebensmittelwerke eine Mühle, wo das von den Häftlingen geerntete Getreide vermahlen wurde. Insgesamt mussten dort mehrere hundert Häftlinge Zwangsarbeit verrichten.
Auf dem, im April 1942 errichteten Wirtschaftshof Budy, welcher eine Gesamtfläche von etwa 270 ha. umfasste, bestanden zwei, aus männlichen Häftlingen bestehende Arbeitskommandos – ein Tierpfleger- und für die Forstwirtschaft ein Waldkommando. Die weiblichen Häftlinge waren im Gemüseanbau, bei der Ernte, in der Forstwirtschaft und bei der Obstbaumschule beschäftigt. Des Weiteren mussten sie Fischteiche vertiefen und säubern, Gebäude abreißen, sowie Dämme bauen. Im März 1944 mussten knapp 1000 männliche und weibliche Häftlinge auf dem Wirtschaftshof Budy Zwangsarbeit leisten.

Luftaufnahme der USAF, 31. Mai 1944, Wirtschaftshof Budy

Auf dem Wirtschaftshof Plawy wurde hauptsächlich Viehwirtschaft betrieben. Die dort eingesetzten weiblichen Häftlinge mussten die Ställe reinigen, das Vieh versorgen und zu einem geringeren Teil in den Kellern des Hofes Gemüse sortieren. Die Versorgung der Pferde und die Fischzucht mussten männliche Häftlinge betreiben. Die genaue Anzahl der dort eingesetzten Häftlinge ist unbekannt.
Bezüglich des speziellen Produktionsprofils des Wirtschaftshofes Birkenau liegen keine Informationen vor. Im März 1944 waren dort 204 männliche und 549 weibliche Häftlinge tätig.

## Existenzbedingungen der in den Landwirtschaftsbetrieben eingesetzten Häftlinge
In den Landwirtschaftsbetrieben des KZ Auschwitz mussten tausende weibliche und auch männliche Häftlinge teils unter primitivsten Bedingungen Zwangsarbeit leisten, allein in den Jahren 1943/44 etwa 4000. Auch nach der Errichtung von Nebenlagern bei den Landwirtschaftsbetrieben wurden dort eingesetzte Häftlingskommandos jeden Tag aus dem Stammlager und dem KZ Auschwitz-Birkenau zum Einsatzort eskortiert. Lediglich ein Teil der in der Landwirtschaft eingesetzten Häftlinge wurde später in den Nebenlagern der Landwirtschaftsbetriebe untergebracht. In diesen Nebenlagern waren die Lebens- und Existenzbedingungen zumeist besser als im Stammlager oder Auschwitz-Birkenau, sie wurden daher von den Häftlingen in der Regel als vergleichsweise „gute Kommandos“ eingestuft. Das galt nicht für die in einigen Bereichen der Landwirtschaft eingesetzten mobilen Häftlingskommandos aus dem Stammlager und Auschwitz-Birkenau.
Den in der Landwirtschaft eingesetzten Häftlingen war es möglich, sich dort zusätzlich Lebensmittel zu „organisieren“ zwecks Kompensation der unzureichenden Nahrungsrationen. Manchmal gelang es polnischen Zivilisten, Häftlingen zusätzlich Lebensmittel zukommen zu lassen. Manchmal war es Häftlingen aus den Nebenlagern der Landwirtschaftsbetriebe möglich, ausgemergelte Gefangene mobiler Häftlingskommandos mit Nahrung zu versorgen, auch konnte so lagerübergreifend Nachrichtenübermittlung stattfinden. Kranke und damit nicht arbeitsfähige Häftlinge waren von Selektionen bedroht. So erkrankten im Nebenlager Harmense Häftlinge an Typhus und im Gartenbaubetrieb schleppten weibliche Häftlinge aus Auschwitz-Birkenau Fleckfieber ein, woran nicht nur Häftlinge, sondern auch Angehörige der Lager-SS erkrankten und teils starben. Nachweislich wurden drei weibliche Häftlinge Opfer von medizinischen Experimenten.
In der Regel mussten Häftlinge in der Landwirtschaft nach einem Zählappell Zwangsarbeit von 6 Uhr morgens bis 18 Uhr abends verrichten abzüglich einer zwischenzeitlichen Mittagspause. Die Arbeitsbedingungen der in den Landwirtschaftsbetrieben eingesetzten Häftlinge waren sehr unterschiedlich, neben privilegierten Arbeiten im Bereich Pflanzenzucht mussten beispielsweise weibliche Häftlinge auch bei schlechtem Wetter Schwerstarbeit bei der Teichsäuberung und -vertiefung verrichten.

„Wir standen um zwei Uhr nachts auf und marschierten um sechs Uhr in Reih und Glied fünf Kilometer aus dem Lager auf die großen landwirtschaftlichen Flächen, wo wir völlig zwecklose Arbeiten machen sollten, und zwar Erde planieren und die Säume der kilometerlangen Felder machen mußten oder auch für eine bessere Arbeit eingesetzt wurden und Mist verteilen mußten. Wir durften nicht stehen bleiben, wir mussten immer arbeiten, die Aufseherinnen hatten Hunde, und die deutschen Häftlingsfrauen schlugen schon beim kleinsten Verstoß mit ihren Knüppeln zu und hetzten die Hunde los. […] Wir sollten die riesigen Fischteiche säubern. Das war eine schreckliche Arbeit. Wir mußten die Kleider hochwickeln, mit der Sense ins Wasser gehen, das Gras schneiden und es dann ans Ufer tragen. […] Wenn wir schmutzig und naß aus dem Wasser stiegen, piesackten uns die SS-Männer noch und machten sich einen Spaß mit uns.“

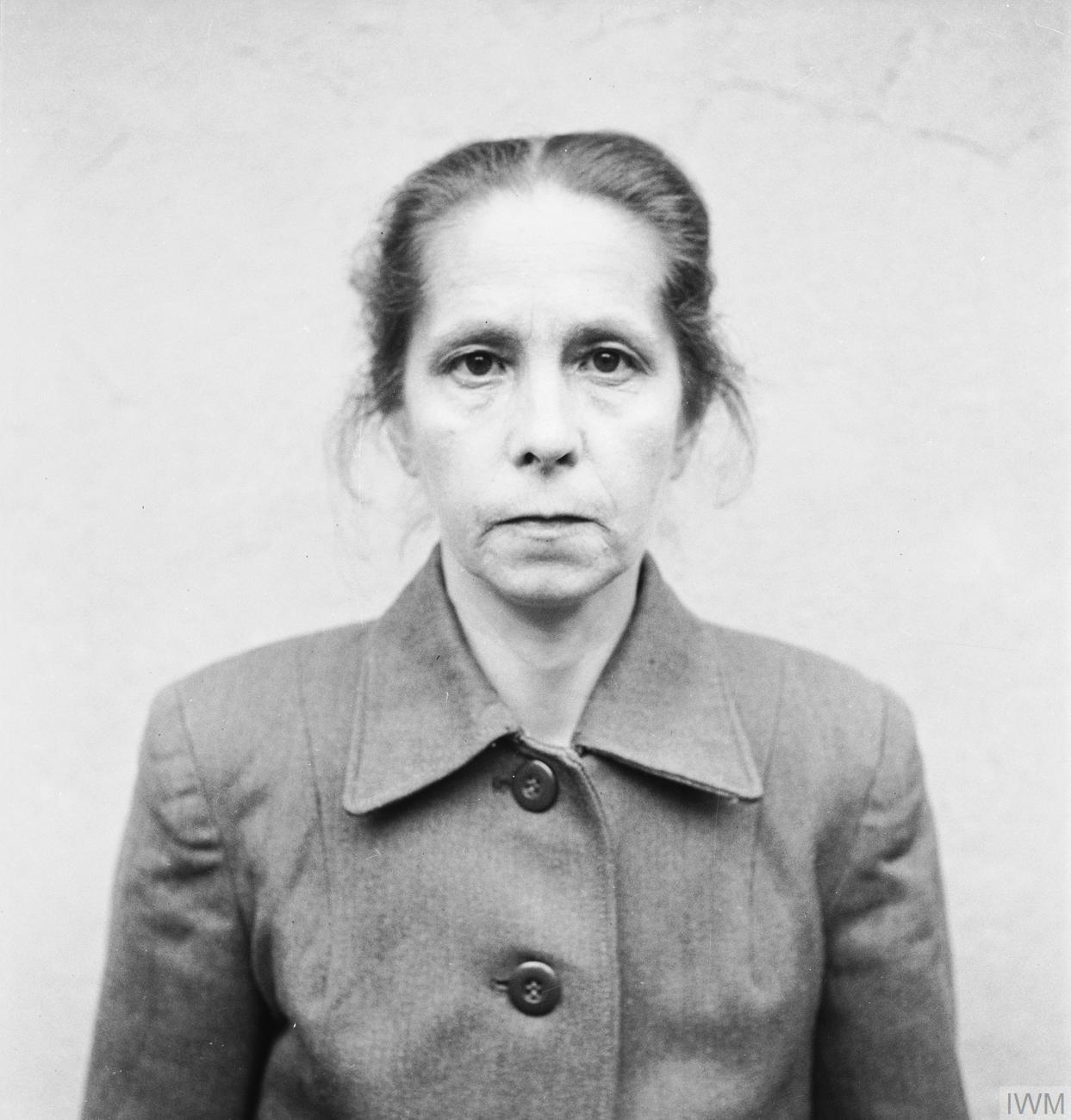
KZ-Aufseherin Johanna Bormann in britischer Internierung, Aufnahme von 1945

Häftlinge waren beispielsweise bei nicht korrekt ausgeführten Arbeiten oder der illegalen Beschaffung zusätzlicher Lebensmittel schweren Lagerstrafen ausgesetzt wie Steine schleppen, Dunkelzelle, Strafkompanie oder der Rückversetzung ins KZ Auschwitz-Birkenau. Häufig wurden die in der Landwirtschaft eingesetzten Häftlinge durch Angehörige der Lager-SS oder Kapos schikaniert und es kam auch zu schweren Misshandlungen. Insbesondere die KZ-Aufseherin Johanna Bormann wurde von Auschwitzüberlebenden als sehr grausam beschrieben. Bormann war ab Mai 1943 in den Nebenlagern Babitz, Raisko und Budy eingesetzt. Sie schikanierte und misshandelte Häftlinge durch Sportübungen, Nahrungsentzug sowie Schläge und hetzte ihren Hund auf die Gefangenen.
Präzise Zahlenangaben über die Todesfälle der in den Landwirtschaftsbetrieben eingesetzten Häftlinge, die infolge von Entkräftung, Krankheit, Misshandlungen und Mord starben, sind nicht bekannt. Insbesondere jüdische Häftlinge waren Schikanen und Misshandlungen, teils mit Todesfolge, ausgesetzt. So bezeugt ein Auschwitzüberlebender, dass 60 junge jüdische Häftlinge sechs Wochen nach der Erstbelegung des Nebenlagers Babitz infolge Misshandlungen starben. Im Männerlager Babitz wurden einige Häftlinge erschossen und andere starben an den Folgen von Misshandlungen. Mehrere Fluchten und Fluchtversuche sind bekannt. So flohen zwei männliche „Zigeuner“ des in Budy befindlichen Waldkommandos, zur Strafe wurden 29 Mithäftlinge von Angehörigen der Lager-SS ermordet.

## Nebenlager der Landwirtschaftsbetriebe
Bei den Landwirtschaftsbetrieben wurden von 1941 bis 1945 für einen kleinen Teil der dort eingesetzten Häftlinge Nebenlager errichtet. Im Gegensatz zu den Landwirtschaftsbetrieben unterstanden deren angeschlossene Nebenlager dem Verwaltungsapparat des KZ Auschwitz. Infolge der am 22. November 1943 vollzogenen Neustrukturierung des Lagerkomplexes Auschwitz in drei eigenständige Konzentrationslager wurden die Nebenlager der Landwirtschaftsbetriebe organisatorisch dem KZ Auschwitz-Birkenau zugeordnet. Ab dem 25. November 1944 war das KZ Auschwitz-Birkenau verwaltungsmäßig wieder dem Stammlager unterstellt.
| Nebenlager             | Lagerführung | Zahl der Häftlinge                        | Nationalität der Häftlinge | Zeit des Bestehens                | Anmerkungen |
| ---------------------- | --- | ----------------------------------------- | --- | --------------------------------- | --- |
| Babitz (Frauenlager)   | Erna Kuck, vertretungsweise Johanna Bormann                                                                                               | 180 (konstante Belegung)                  | insbesondere Polinnen, Ukrainerinnen, Russinnen                                                                               | 1. März 1943 bis 18. Januar 1945  | Lager befand sich im ehemaligen Schulgebäude, Rückverlegung der meisten Frauen in das KZ Auschwitz-Birkenau Ende Juli 1944 |
| Babitz (Männerlager)   | SS-Oberscharführer Fritz Rosenow | 160–200                                   | Polen, Russen, Juden aus Griechenland                                                                                         | 1. März 1943 bis 18. Januar 1945  | Lager bestand aus ein bzw. später zwei KZ-Baracken neben dem Schulgebäude |
| Birkenau               | SS-Unterscharführer Herbert Wiesinger | 204 männliche Häftlinge (17. Januar 1945) | unbekannt | Mitte 1943 bis 18. Januar 1945    | Barackenlager auf dem Gelände des Wirtschaftshofes |
| Budy (Frauenlager)     | Elfriede Runge, ab August 1943 Elisabeth Hasse und Johanna Bormann                                                                        | 455 (Stand 23. März 1944)                 | Polinnen, Tschechinnen, Russinnen und Jugoslawinnen                                                                           | 5. April 1943 bis 18. Januar 1945 | Lager befand sich im ehemaligen Schulgebäude nebst einer Baracke in Budy, zuvor war dort bis April 1943 die Frauenstrafkompanie untergebracht. Mitte März 1944 wurde ein weiteres Barackenlager für Frauen in Budy errichtet. Rückverlegung der Frauen in das KZ Auschwitz-Birkenau im Herbst 1944 |
| Budy (Männerlager)     | SS-Oberscharführer Hermann Ettinger, SS-Oberscharführer Bernhard Glaue (Stellvertreter), ab Oktober 1944 SS-Unterscharführer Kurt Weiland | 200–400                                   | Polen und Juden aus Frankreich, Belgien, Polen, Tschechien, Sowjetunion und Griechenland als auch Sinti und Roma              | April 1942 bis 18. Januar 1945    | 2 KZ-Baracken (mit Unterbrechung im Herbst/Winter 1942/43) |
| Harmense (Frauenlager) | Marianne Rendel, geb. Klein | 106 (Männer und Frauen)                   | Polinnen, slowakische Jüdinnen und 16 Deutsche (Bibelforscherinnen und durch das NS-Regime als asozial stigmatisierte Frauen) | Sommer 1942 bis 18. Januar 1945   | |
| Harmense (Männerlager) | SS-Oberscharführer Bernhard Glaue, ab April 1942 SS-Rottenführer Franz Xaver Eidenschinkt                                                 | 106 (Männer und Frauen)                   | Größtenteils Polen, auch griechische, niederländische, tschechische und deutsche Juden                                        | Dezember 1941 bis Spätsommer 1943 | Verlegung im Spätsommer 1943 in das Nebenlager Budy |
| Plawy (Frauenlager)    | Flora Cichon | etwa 200                                  | insbesondere Russinnen, vereinzelt Polinnen und Ungarinnen, zwei deutsche Kapos                                               | 3. bis 18. Januar 1945            | KZ-Baracke |
| Plawy (Männerlager)    | | etwa 200                                  | Polen, Russen, acht slowakische Juden                                                                                         | Dezember 1944 bis 18. Januar 1945 | KZ-Baracke |
| Raisko                 | Flora Cichon, Anneliese Franz, Johanna Bormann                                                                                            | etwa 300 weibliche Häftlinge              | Polinnen, Ukrainerinnen, Französinnen, Tschechinnen, Jugoslawinnen und Deutsche, darunter viele Jüdinnen                      | Juni 1943 bis 18. Januar 1945     | Barackenlager auf dem Gelände des Gartenbaubetriebs |

## Räumung der Nebenlager der Landwirtschaftsbetriebe
Wie der Großteil der Häftlinge aus dem Stammlager und dem KZ Auschwitz-Birkenau mussten im Zuge der kriegsbedingten Räumung des Lagerkomplexes auch die in den Landwirtschaftsbetrieben eingesetzten Häftlinge zwischen dem 18. und 23. Januar 1945 Todesmärsche antreten, größtenteils über Pless und Sohrau bis nach Loslau. Am Sammelpunkt angekommen wurden sie mit Güterzügen in weiter westlich gelegene Konzentrationslager verbracht. Eine kleine Häftlingsgruppe aus Plawy wurde zu Fuß weiter in Richtung Westen getrieben. Dieser Häftlingsgruppe wurden aus dem Wirtschaftshof Plawy mangels Transportmitteln Pferde, Rinder und Gänse angeschlossen. Angehörige der Lager-SS rechneten mit einer Rückkehr, wie sich beispielsweise aus dem Umstand ergibt, dass Caesar während der Lagerevakuierung die Leerung der Wasserinstallationen in Raisko zur Verhinderung von Frostschäden anordnete.
Am Nachmittag des 27. Januar 1945 befreiten sowjetische Einheiten der 1. Ukrainischen Front das weitgehend geräumte KZ Auschwitz.

## Juristische Aufarbeitung
Von den innerhalb der Landwirtschaftsbetriebe und deren angeschlossenen Nebenlagern eingesetzten Angehörigen der Lager-SS befanden sich die meisten nach dem Kriegsende in alliierter Internierung. Einige wurden nach Polen überstellt und von polnischen Gerichten zu mehrjährigen Haftstrafen verurteilt, so beispielsweise zwei beim Wirtschaftshof Birkenau eingesetzte SS-Wachen. Wegen ihrer im KZ Bergen-Belsen und im KZ Auschwitz begangenen Verbrechen wurde Johanna Bormann im Bergen-Belsen-Prozess durch ein britisches Militärgericht zum Tode verurteilt und im Dezember 1945 hingerichtet.
Auch Caesar befand sich bis Januar 1949 in amerikanischer Internierung. Caesar wurde juristisch nicht belangt, war jedoch 1947 Zeuge im Prozess Wirtschafts- und Verwaltungshauptamt der SS sowie 1964 im ersten Frankfurter Auschwitzprozess.
In der Bundesrepublik wurden mehrere Ermittlungsverfahren wegen der Ermordung von bei den Landwirtschaftsbetrieben eingesetzten Häftlingen aufgrund von Beweismangel oder nicht möglicher Identifizierung von Tätern eingestellt. Ein wegen Mordes an drei weiblichen Häftlingen angeklagter Kommandoführer wurde 1985 nach einem Verfahren freigesprochen, „da das Landgericht Stuttgart die Zeugenaussagen nach über 40 Jahren als zu unsicher ansah“.

## Gedenken
Zur Erinnerung an die Vertreibung der polnischen Einwohner aus dem SS-Interessengebiet wurden im April 2001 am Eingang des ehemaligen Vernichtungslagers Auschwitz-Birkenau Informationstafeln angebracht. Einige Gebäude der Landwirtschaftsbetriebe und Nebenlager existieren noch heute und werden teils von den Einwohnern bewohnt oder wirtschaftlich genutzt. Am ehemaligen Schulgebäude von Babice erinnert seit 2004 eine Gedenktafel an das Leiden und Sterben der KZ-Häftlinge in diesem Nebenlager, auch in Rajsko wurde am Haus der heutigen Gärtnereiverwaltung eine Gedenktafel angebracht.
In dem dokumentarischen Theaterstück Die Ermittlung von Peter Weiss aus dem Jahr 1965 wird in dem „Gesang vom Ende der Lili Tofler“ an die dramatischen Todesumstände dieses weiblichen Häftlings erinnert. Tofler, auch Lilly Toffler geschrieben, war eine in der Pflanzenversuchsstation Raisko eingesetzte junge slowakische Jüdin, die wegen eines aufgefundenen Briefes von ihr an einen Mithäftling nach der Einweisung in den Block 11 am 21. September 1943 erschossen wurde.
Zur Erinnerung an die jüdischen Holocaustopfer aus Hamburg schuf der amerikanische Künstler Ronald Jones ab Juli 2000 in Hamburg-St. Georg mit dem Cosmic Garden ein Gartendenkmal. Als Vorlage diente ein von weiblichen Häftlingen des Gartenbaukommandos angelegter Ziergarten im Hof des Krematoriums II im Vernichtungslager Auschwitz-Birkenau. Dieser Garten ist auf einer Luftaufnahme der US-amerikanischen Luftwaffe vom 25. August 1944 zu sehen.